# Naufragio del MV Nyerere
El naufragio del NV Nyerere fue un ferry de Tanzania que se hundió el 20 de septiembre de 2018 mientras viajaba entre las islas de Ukerewe y Ukara en el lago Victoria. El gobierno de Tanzania ha declarado que al menos 227 personas murieron como resultado, pero la cifra puede ser de más de 300 dado que muchos pasajeros permanecen sin ser contabilizados.

## El Ferry
Los propietarios y operadores del barco, la Agencia Eléctrica, Mecánica y de Servicios de Tanzania (TEMESA), informaron que el ferry tenía capacidad para 100 pasajeros, 25 toneladas de carga y tres automóviles, y realizó su primer viaje en 2004. La organización también negó que Nyerere tuviera problemas mecánicos, ya que había sufrido un mantenimiento intenso en los últimos meses, incluido el trabajo en sus dos motores.

## Hundimiento
El ferry recorría su ruta de Bugolora a Ukara el 20 de septiembre de 2018 con pasajeros y un cargamento de maíz, bananas, cemento y un camión. Bajó por la tarde, a 50 metros del muelle de su destino previsto en el distrito de Ukerewe.
Dos sobrevivientes del naufragio, Ochori Burana y Ruben Mpande, dijeron que el hombre que dirigía el barco, quien había estado hablando por un teléfono móvil, dio un giro brusco después de darse cuenta de que se estaba preparando para atracar en el lado equivocado del barco. El Sr. Burana le dijo a la emisora estatal TBC1: "La gente le decía que detuviera su conversación telefónica y se concentrara en el volante. Cuando nos acercamos al muelle de Ukara, vimos que iba a la izquierda del muelle mientras que el área de desembarque está en el lado derecho. De repente hizo un giro brusco". El Sr. Mpande agregó: "Después del giro brusco, el barco se agachó a un lado tirando personas y carga y cuando giró hacia el otro se hundió con todos los demás en él. Salté al agua y nadé hasta la costa".
El presidente de Tanzania, John Magufuli, pronunció un discurso en el que dijo que el hombre que pilotaba el barco no tenía entrenamiento y que el verdadero capitán no estaba a bordo del barco. Sin embargo, un testigo presencial en la costa le dijo al reportero de France 24 Emmanuel Makundi que "cuando el ferry se acercaba a la costa, muchas personas intentaron llegar a la puerta y eso hizo que un auto que estaba a bordo se volcara. Eso llevó al ferry a escorarse a un lado, causando el accidente". Otra sobreviviente, Jennifer Idhoze, "dijo que el ferry se volcó porque estaba sobrecargado".

## Pasajeros
Al menos 218 personas murieron. Sobrevivieron cuarenta y una personas, incluido el ingeniero del barco encontrado vivo después de pasar dos días atrapado en un compartimento aún lleno de aire. El número de personas desaparecidas se desconoce porque el número exacto de pasajeros es desconocido. El récord también es pesado porque pocas personas pueden nadar en esta región. Como parte de las operaciones de rescate, la policía y el ejército han sido condenados a muerte.
El ingeniero Agustín Charahani fue encontrado vivo después del accidente, luego de que los rescatistas escucharon sonidos. El 23 de septiembre de 2018, tres días después de la volcadura, Magufuli revisó aún más el 224, y reafirmó su para el arresto de la gerencia, al tiempo que confirmó el arresto del capitán del buque. El gobierno de Tanzania declaró el 25 de septiembre que al menos 227 personas murieron como resultado de la volcadura, pero se teme una cifra de muertos de más de 300, dado que muchos pasajeros permanecen sin ser contabilizados.

## Enderezamiento
A pesar de que el ferry volcó, no se hundió. Dada la proximidad del incidente al muelle y las aguas poco profundas que lo rodeaban, un equipo de ingenieros de Mwanza junto con las Fuerzas de Defensa del Pueblo de Tanzania iniciaron un intento de enderezamiento para recuperar el ferry. El 25 de septiembre de 2018, el ferry se volcó de costado y se espera que se recupere por completo una semana después del informe. El 28 de septiembre de 2018, el ferry fue enderezado, recuperado y arrastrado con éxito a la costa de la isla de Ukara para ser descargado. Se inició una evaluación de las posibilidades de reparación y reutilización del ferry.